# Barkós lombgébics
A barkós lombgébics (Vireo altiloquus) a madarak osztályának verébalakúak (Passeriformes) rendjébe és a lombgébicsfélék (Vireonidae) családja tartozó faj.

## Rendszerezése
A fajt Louis Pierre Vieillot francia ornitológus írta le 1808-ban, a Muscicapa nembe Muscicapa altiloqua néven.

## Alfajai
- Vireo altiloquus altiloquus (Vieillot, 1808)
- Vireo altiloquus barbadensis (Ridgway, 1874)
- Vireo altiloquus barbatulus (Cabanis, 1855)
- Vireo altiloquus bonairensis Phelps & W. H. Phelps Jr, 1948
- Vireo altiloquus canescens (Cory, 1887)
- Vireo altiloquus grandior (Ridgway, 1884)[2]

## Előfordulása
Antigua és Barbuda, Aruba, a Bahama-szigetek, Barbados, Belize, Bonaire, Sint Eustatius, Brazília, a Kajmán-szigetek, Kolumbia, Costa Rica, Kuba, a Dominikai Közösség, a Dominikai Köztársaság, Francia Guyana, Grenada, Guadeloupe, Guyana, Haiti, Jamaica, Martinique, Mexikó, Montserrat, Panama, Peru, Puerto Rico, Saint-Barthélemy, Saint Kitts és Nevis, Saint Lucia, Sint Maarten, Saint Vincent és a Grenadine-szigetek, Sint Maarten, Suriname, Trinidad és Tobago, Turks- és Caicos-szigetek, az Amerikai Egyesült Államok, Venezuela, a Brit Virgin-szigetek és az Amerikai Virgin-szigetek területén honos.
Természetes élőhelyei a szubtrópusi és trópusi síkvidéki esőerdők, mangroveerdők és száraz erdők, valamint cserjések, ültetvények és vidéki kertek. Vonuló faj.

## Megjelenése
Testhossza 17 centiméter.
|  |

## Életmódja
Főleg ízeltlábúakkal táplálkozik.

## Természetvédelmi helyzete
Az elterjedési területe nagyon nagy, egyedszáma is nagy. A Természetvédelmi Világszövetség Vörös listáján a nem fenyegetett fajként szerepel.